# Hersilia asiatica
Hersilia asiatica là một loài nhện trong họ Hersiliidae.
Loài này thuộc chi Hersilia. Hersilia asiatica được miêu tả năm 1982 bởi D. X. Song & Zheng.